# 王巨才
王巨才（1942年—），男，陕西子长人，中华人民共和国政治人物，延安地区原行政公署专员，中国作家协会原党组成员、书记处书记、主席团委员，中华诗词学会原名誉会长，第七届全国人大代表，第十届全国政协委员。